# U-21-Nationalmannschaft
Als U-21-Nationalmannschaft (Schweiz: U-21-Nati) wird ein Nachwuchsteam bezeichnet, das einen Mitgliedsverband bei internationalen Sportwettkämpfen vertritt und mit Spielern besetzt ist, die an einem vom zuständigen Sportverband festgelegten Stichtag jünger als 21 Jahre alt sind. Daher rührt die Bezeichnung U 21, die für unter 21 steht.

## Fußball
Wenn von der U-21-Nationalmannschaft gesprochen wird, ist meistens die U-21-Nationalmannschaft im Fußball gemeint, allerdings werden auch von anderen Sportarten U-21-Nationalmannschaften gestellt.
Zudem gibt es U-18-, U-16- und weitere altersbeschränkte Nationalmannschaften, die jeweils auf Spieler ihrer Altersklasse zurückgreifen.

### Ziel
Eine U-21-Nationalmannschaft dient dem Zweck, junge Talente zu einer Mannschaft zu formen, um sie auf diese Weise an die A-Nationalmannschaft heranzuführen. Auf der U-21-Ebene werden, wie bei Nationalmannschaften üblich, Europameisterschaften und Weltmeisterschaften ausgetragen, wobei die Olympischen Spiele hier die Weltmeisterschaft darstellen.

### Regularien
Für die Berufung in die U-21-Mannschaft ist nicht das Alter zum Zeitpunkt des einzelnen Spieles, sondern am Beginn der Qualifikation maßgebend. So kann es sein, dass z. B. bei der U-21-Europameisterschaftsendrunde auch Spieler eingesetzt werden, die dann schon älter als 21 Jahre sind. Häufig erfolgen die Qualifikationsspiele zur U-21-Europameisterschaft parallel zu den Qualifikationen für die Welt- oder Europameisterschaft der A-Nationalmannschaft, d. h. durch die Auslosung der Gruppen für die A-Nationalmannschaft wird auch weitgehend die Gruppenzusammensetzung für die U-21-Mannschaft bestimmt. Nur wenn die A-Nationalmannschaft als Gastgeber des Turnieres automatisch qualifiziert ist, wird die U-21-Mannschaft einer Gruppe zugelost. Die Platzierung bei der U-21-Europameisterschaft dient dann wiederum zur Qualifizierung für die U-21-Weltmeisterschaft.

### Olympiaqualifikation
In den letzten Jahren war die Qualifikation und die Platzierung bei Europameisterschaften der U-21-Nationalmannschaft auch gleichzeitig die Qualifikation für das olympische Fußballturnier. Diese Regelung wurde getroffen, um dem olympischen Fußballturnier nicht den Stellenwert einer Weltmeisterschaft zu geben, nachdem auch Profisportler an Olympischen Spielen teilnehmen konnten.

### U-21-Nationalmannschaften in D-A-CH
- Deutsche Fußballnationalmannschaft (U-21-Männer)
- Österreichische Fußballnationalmannschaft (U-21-Männer)
- Schweizer Fussballnationalmannschaft (U-21-Männer)